# Nymphon vulcanellum
Nymphon vulcanellum är en havsspindelart som beskrevs av Stock, J.H. 1992. Nymphon vulcanellum ingår i släktet Nymphon och familjen Nymphonidae. Inga underarter finns listade i Catalogue of Life.